# Sigrid Borge
Sigrid Borge (Hausvik, 3 de diciembre de 1995) es una atleta noruega especializada en el lanzamiento de jabalina.

## Carrera deportiva
Debutante en 2011, una de sus primeras apariciones internacionales tuvo lugar en el Campeonato Europeo de Atletismo Sub-20 de Rieti (Italia), donde quedó vigesimoprimera, con un lanzamiento de 44,92 metros. Para 2014 se trasladaba a Eugene (Oregón), en los Estados Unidos, para competir en el Campeonato Mundial Junior de Atletismo donde mejoró casi cinco metros su anterior marca, quedando decimoséptima, con 49,42 metros. En 2015 mejoraba su registro copando una cuarta plaza y 55,72 metros de lanzamiento en el Campeonato Europeo de Atletismo Sub-23 de Tallin (Estonia). En 2016, en la Copa Europea de Lanzamiento que tuvo lugar en Arad (Rumania) llegaba al podio con el oro gracias a su marca de 59,33 metros. Poco después, en el Campeonato Europeo de Atletismo de Ámsterdam, quedó decimonovena en la general, a apenas dos metros de entrar en la final, con un registro de 56,30 metros.
En 2017, en la Copa Europea de Lanzamiento, que se celebró en las Islas Canarias, regresaba al podio con un bronce gracias a una marca de 56,65 metros. Seguidamente, en Bydgoszcz (Polonia), en el Campeonato Europeo de Atletismo Sub-23 quedaba quinta (60,44 m.). Semanas más tarde, en el Campeonato Mundial de Atletismo de Londres quedaba vigésimoséptima en la general con una marca de 55,08 metros.
Un año después, en 2018, en una nueva edición de la Copa Europea de Lanzamiento en Leiria (Portugal) ganaba el oro gracias a un lanzamiento de 62,42 metros. Después, en el Campeonato Europeo de Atletismo de Berlín llegaba a ser la octava mejor clasificada, con 59,60 metros.
Para 2023, en la nueva modalidad del Campeonato Europeo de Atletismo por Equipos, donde Noruega pasaba a participar en la Primera División (sustituye a Superliga), era novena, con 54,81 metros. Posteriormente, en el Campeonato Mundial de Atletismo de Budapest (Hungría), no conseguía pasar de su ronda clasificatoria, con un lanzamiento de 53,34 metros.

## Resultados por competición

### Por temporada
| Representando a Noruega | Representando a Noruega                                        | Representando a Noruega | Representando a Noruega | Representando a Noruega | Representando a Noruega |
| ----------------------- | -------------------------------------------------------------- | ----------------------- | ----------------------- | ----------------------- | ----------------------- |
| Año                     | Competición                                                    | Lugar                   | Puesto                  | Marca (m.)              |                         |
| 2013                    | Campeonato Europeo de Atletismo Sub-20                         | Rieti                   | 21ª (q)                 | 44,92                   |                         |
| 2014                    | Campeonato Mundial Junior de Atletismo                         | Eugene                  | 17ª (q)                 | 49,42                   |                         |
| 2015                    | Campeonato Europeo de Atletismo Sub-23                         | Tallin                  | 4ª                      | 55,72                   |                         |
| 2016                    | Copa Europea de Lanzamiento                                    | Arad                    | 1ª                      | 59,33                   |                         |
| 2016                    | Campeonato Europeo de Atletismo                                | Ámsterdam               | 19ª (q)                 | 56,30                   |                         |
| 2017                    | Copa Europea de Lanzamiento                                    | Las Palmas              | 3ª                      | 56,65                   |                         |
| 2017                    | Campeonato Europeo de Atletismo Sub-23                         | Bydgoszcz               | 5ª                      | 60,44                   |                         |
| 2017                    | Campeonato Mundial de Atletismo                                | Londres                 | 27ª (q)                 | 55,08                   |                         |
| 2018                    | Copa Europea de Lanzamiento                                    | Leiria                  | 1ª                      | 62,42                   |                         |
| 2018                    | Campeonato Europeo de Atletismo                                | Berlín                  | 8ª                      | 59,60                   |                         |
| 2019                    | Copa Europea de Lanzamiento                                    | Šamorín                 | 4ª                      | 62,20                   |                         |
| 2022                    | Copa Europea de Lanzamiento                                    | Leiria                  | 1ª                      | 53,75                   |                         |
| 2023                    | Copa Europea de Lanzamiento                                    | Leiria                  | 1ª                      | 58,63                   |                         |
| 2023                    | Campeonato Europeo de Atletismo por Equipos - Primera División | Chorzów                 | 9ª                      | 54,81                   |                         |
| 2023                    | Campeonato Mundial de Atletismo                                | Budapest                | 34ª (q)                 | 53,34                   |                         |

### Mejores marcas
| Disciplina              | Marca   | Lugar | Fecha              |
| ----------------------- | ------- | ----- | ------------------ |
| Lanzamiento de jabalina | 66,50 m | Halle | 20 de mayo de 2023 |